# Großjapan-Jugendpartei

Parteibanner der Organisation

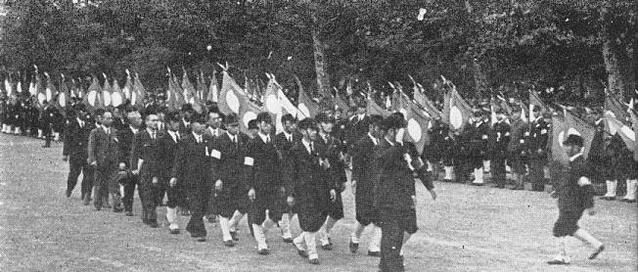
Versammlung der Jugendpartei 1940

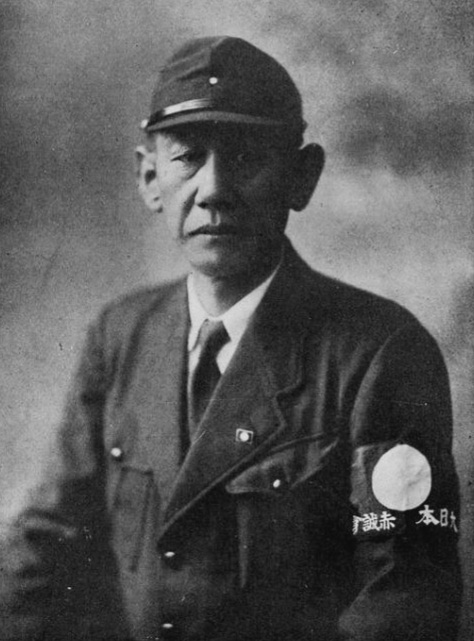
Gründer Hashimoto Kingorō

Die Großjapan-Jugendpartei (大日本青年党, Dai-Nippon Seinen-tō, englisch Great Japan Youth Party), später bekannt als Großjapan-Aufrichtigkeitsverband (大日本赤誠会, Dai Nippon Sekisei-kai, englisch Great Japan Sincerity Association) war eine nationalistische Jugendorganisation im Japanischen Kaiserreich nach dem Vorbild der Hitlerjugend im Dritten Reich. Sie war von 1937 bis zu ihrer Auflösung 1945 aktiv.

## Geschichte
Die Großjapan-Jugendpartei war eine Jugendorganisation, die am 17. Oktober 1937 vom ultranationalistischen Offizier Hashimoto Kingorō gegründet wurde. Zuvor war Hashimoto wegen seiner Beteiligung an dem gescheiterten Putschversuch vom 26. Februar gegen die Regierung vorübergehend in den Reservestand versetzt worden.
Hashimoto formte die Organisation nach dem Vorbild der Hitlerjugend im Dritten Reich. Dies geschah sogar soweit, dass die hellbraune Farbe für die Uniformen der Mitglieder übernommen wurde, sowie dass sich das Parteibanner stark an dem der NSDAP orientierte. Es bestand aus einem roten Banner mit einem weißen Kreis in der Mitte. Die erste Parteikundgebung fand auf dem Gelände des Meiji-Schreins in der Innenstadt Tokios mit rund 600 Mitgliedern statt.
Das erklärte Ziel der Partei war es, japanischen Jugendlichen grundlegende Überlebensfähigkeiten, Erste Hilfe, Lebenskompetenz, kulturelle Lektionen, Traditionen und Waffengrundausbildung zu vermitteln. Hashimotos primäre Absicht war es jedoch, idealistische junge Unterstützer für die Partei “Kōdō-ha”, (jap. 皇道派, dt. „Faktion des kaiserlichen Wegs“) und ihrer nationalistischen und militaristischen Doktrinen zu schaffen.
Während der dritten Kundgebung der Partei im Hibiya-Park mit rund 2000 Mitgliedern im November 1939, brachte Hashimoto seine Unterstützung für den kommenden Dreimächtepakt mit dem Dritten Reich, dem faschistischen Königreich Italien sowie für ein Einparteiensystem in Japan zum Ausdruck. Er setzte auch das ehrgeizige Ziel, die Parteimitgliedschaften bis Ende 1940 auf 100.000 Mitglieder zu erhöhen.
Mit zunehmender Wehrpflicht aufgrund des Zweiten Japanisch-Chinesischen Kriegs und später dem Pazifikkriegs wurde jedoch der größte Teil seiner Zielgruppe zum japanischen Militär eingezogen. Die Partei blieb dadurch weit hinter ihren Zielen zurück.  Obwohl die Großjapan-Jugendpartei an sich nicht ausdrücklich eine „politische Partei“ war, fiel sie unter die Gesamtleitung der Partei Taisei Yokusankai, die vom japanischen Premierminister Konoe Fumimaro ab Oktober 1940 organisiert wurde.
Hashimoto kehrte Ende 1940 zurück nach Mandschukuo, da er seine Ziele in Japan nicht erreichen konnte und durch Regierungsaktionen aufgehalten wurde. Dort versuchte er eine weitere lokale Jugendorganisation ähnlich der Großjapan-Jugendpartei unter der japanischen Siedlerbevölkerung zu gründen, mit ebenso wenig Erfolg.
Bis zum Ende des Zweiten Weltkriegs war die Großjapan-Jugendpartei zu wenig mehr als einem stillgelegten Jugendflügel der Taisei Yokusankai geworden. Zusammen mit dieser Organisation wurde sie dann 1945 im Auftrag der amerikanischen Besatzungsbehörden aufgelöst.